# Fredrikstad Stadion
Fredrikstad Stadion – stadion piłkarski w Fredrikstad, w Norwegii. Został otwarty 14 kwietnia 2007 roku. Może pomieścić 12 800 widzów. Swoje mecze rozgrywa na nim klub piłkarski Fredrikstad FK, który przed inauguracją obiektu grał na Gamle Fredrikstad Stadion. Wewnątrz stadionu znajduje się m.in. muzeum piłkarskie.